# Tour de Drenthe 2016
La 54e édition du Tour de Drenthe a eu lieu le 12 mars 2016. La course fait partie du calendrier UCI Europe Tour 2016 en catégorie 1.1.
L'épreuve a été remportée en solitaire par le Néerlandais Jesper Asselman (Roompot-Oranje Peloton) qui s'impose une seconde devant un peloton de 18 coureurs réglé au sprint par le Britannique Mark McNally (Wanty-Groupe Gobert) devant un autre Néerlandais Dylan Groenewegen (Lotto NL-Jumbo).

## Présentation

### Équipes
Classé en catégorie 1.1 de l'UCI Europe Tour, le Tour de Drenthe est par conséquent ouvert aux WorldTeams dans la limite de 50 % des équipes participantes, aux équipes continentales professionnelles, aux équipes continentales et aux équipes nationales.
Vingt-quatre équipes participent à ce Tour de Drenthe - une WorldTeam, huit équipes continentales professionnelles et quinze équipes continentales :
| UCI WorldTeam   | UCI WorldTeam | UCI WorldTeam |
| Nom de l'équipe | Pays          | Code          |
| --------------- | ------------- | ------------- |
| Lotto NL-Jumbo  | Pays-Bas      | TLJ           |

| Équipes continentales professionnelles | Équipes continentales professionnelles | Équipes continentales professionnelles |
| Nom de l'équipe                        | Pays                                   | Code                                   |
| -------------------------------------- | -------------------------------------- | -------------------------------------- |
| CCC Sprandi Polkowice                  | Pologne                                | CCC                                    |
| Gazprom-RusVelo                        | Russie                                 | GAZ                                    |
| Novo Nordisk                           | États-Unis                             | TNN                                    |
| ONE                                    | Royaume-Uni                            | ONE                                    |
| Roompot-Oranje Peloton                 | Pays-Bas                               | ROP                                    |
| Roth                                   | Suisse                                 | ROT                                    |
| Topsport Vlaanderen-Baloise            | Belgique                               | TSV                                    |
| Wanty-Groupe Gobert                    | Belgique                               | WGG                                    |

| Équipes continentales  | Équipes continentales | Équipes continentales |
| Nom de l'équipe        | Pays                  | Code                  |
| ---------------------- | --------------------- | --------------------- |
| 3M                     | Belgique              | MMM                   |
| An Post-ChainReaction  | Irlande               | SKT                   |
| Baby-Dump              | Pays-Bas              | BBD                   |
| Crelan-Vastgoedservice | Belgique              | CRV                   |
| Jo Piels               | Pays-Bas              | CJP                   |
| Join-S-De Rijke        | Pays-Bas              | RIJ                   |
| Kuota-Lotto            | Allemagne             | TKG                   |
| Leopard                | Luxembourg            | LPC                   |
| Metec-TKH-Mantel       | Pays-Bas              | MET                   |
| NFTO                   | Royaume-Uni           | NPC                   |
| Parkhotel Valkenburg   | Pays-Bas              | PVC                   |
| Riwal Platform         | Danemark              | RIW                   |
| SEG Racing Academy     | Pays-Bas              | SEG                   |
| Verandas Willems       | Belgique              | VWT                   |
| Wiggins                | Royaume-Uni           | WGN                   |

### Primes
Les vingt prix sont attribués suivant le barème de l'UCI,. Le total général des prix distribués est de 14 477 €.
| Position | 1er     | 2e      | 3e      | 4e    | 5e    | 6e    | 7e    | 8e    | 9e    | 10e à 20e |
| Prix     | 5 785 € | 2 895 € | 1 445 € | 715 € | 580 € | 433 € | 433 € | 287 € | 287 € | 147 €     |

## Classements

### Classement final
| Classement final | Classement final  | Classement final | Classement final            | Classement final   |
|                  | Coureur           | Pays             | Équipe                      | Temps              |
| ---------------- | ----------------- | ---------------- | --------------------------- | ------------------ |
| 1er              | Jesper Asselman   | Pays-Bas         | Roompot-Oranje Peloton      | en 4 h 43 min 27 s |
| 2e               | Mark McNally      | Royaume-Uni      | Wanty-Groupe Gobert         | + 1 s              |
| 3e               | Dylan Groenewegen | Pays-Bas         | Lotto NL-Jumbo              | + 1 s              |
| 4e               | Raymond Kreder    | Pays-Bas         | Roompot-Oranje Peloton      | + 1 s              |
| 5e               | Gerry Druyts      | Belgique         | Crelan-Vastgoedservice      | + 1 s              |
| 6e               | Amaury Capiot     | Belgique         | Topsport Vlaanderen-Baloise | + 1 s              |
| 7e               | Kenny Dehaes      | Belgique         | Wanty-Groupe Gobert         | + 1 s              |
| 8e               | Elmar Reinders    | Pays-Bas         | Jo Piels                    | + 1 s              |
| 9e               | Aksel Nõmmela     | Estonie          | Leopard                     | + 1 s              |
| 10e              | Dries De Bondt    | Belgique         | Verandas Willems            | + 1 s              |
| modifier         |                   |                  |                             |                    |

### UCI Europe Tour
Ce Tour de Drenthe attribue des points pour l'UCI Europe Tour 2016, par équipes seulement aux coureurs des équipes continentales professionnelles et continentales, individuellement à tous les coureurs sauf ceux faisant partie d'une équipe ayant un label WorldTeam.
| Position           | 1er | 2e | 3e | 4e | 5e | 6e | 7e | 8e | 9e | 10e | 11e | 12e | 13e à 15e | 16e à 25e |
| Classement général | 125 | 85 | 70 | 60 | 50 | 40 | 35 | 30 | 25 | 20  | 15  | 10  | 5         | 3         |

## Liste des participants
- Liste de départ complète

| Légende | Légende                                                                    | Légende | Légende                                                    |
| ------- | -------------------------------------------------------------------------- | ------- | ---------------------------------------------------------- |
| Num     | Dossard de départ porté par le coureur sur ce Tour de Drenthe              | Pos     | Position à l'arrivée de la course                          |
|         | Indique un maillot de champion national ou mondial, suivi de sa spécialité | NP      | Indique un coureur qui n'a pas pris le départ de la course |
| AB      | Indique un coureur qui n'a pas terminé la course                           | HD      | Indique un coureur qui a terminé la course hors des délais |

| Topsport Vlaanderen-Baloise TSV    | Topsport Vlaanderen-Baloise TSV | Topsport Vlaanderen-Baloise TSV |
| ---------------------------------- | ------------------------------- | ------------------------------- |
| Num                                | Coureur                         | Pos                             |
| 1                                  | Amaury Capiot (BEL)             | 6e                              |
| 2                                  | Dries Van Gestel (BEL)          | 104e                            |
| 3                                  | Tim Declercq (BEL)              | 15e                             |
| 4                                  | Sander Helven (BEL)             | 42e                             |
| 5                                  | Jonas Rickaert (BEL)            | 32e                             |
| 6                                  | Stijn Steels (BEL)              | 58e                             |
| 7                                  | Kenneth Van Rooy (BEL)          | AB                              |
| 8                                  | Pieter Vanspeybrouck (BEL)      | 37e                             |
| Directeur sportif : Hans De Clercq |                                 |                                 |

| Lotto NL-Jumbo TLJ                | Lotto NL-Jumbo TLJ      | Lotto NL-Jumbo TLJ |
| --------------------------------- | ----------------------- | ------------------ |
| Num                               | Coureur                 | Pos                |
| 11                                | Koen Bouwman (NED)      | 108e               |
| 12                                | Twan Castelijns (NED)   | 98e                |
| 13                                | Dylan Groenewegen (NED) | 3e                 |
| 14                                | Martijn Keizer (NED)    | 91e                |
| 15                                | Steven Lammertink (NED) | AB                 |
| 16                                |                         |                    |
| 17                                | Alexey Vermeulen (USA)  | AB                 |
| 18                                | Robert Wagner (GER)     | 49e                |
| Directeur sportif : Merijn Zeeman |                         |                    |

| CCC Sprandi Polkowice CCC              | CCC Sprandi Polkowice CCC | CCC Sprandi Polkowice CCC |
| -------------------------------------- | ------------------------- | ------------------------- |
| Num                                    | Coureur                   | Pos                       |
| 21                                     | Marcin Mrożek (POL)       | 118e                      |
| 22                                     | Tomasz Kiendyś (POL)      | 68e                       |
| 23                                     | Adrian Kurek (POL)        | 63e                       |
| 24                                     | Eryk Latoń (POL)          | 117e                      |
| 25                                     | Josef Černý (CZE)         | 107e                      |
| 26                                     | Bartłomiej Matysiak (POL) | 48e                       |
| 27                                     |                           |                           |
| 28                                     | Grzegorz Stępniak (POL)   | AB                        |
| Directeur sportif : Sławomir Błaszczyk |                           |                           |

| Gazprom-RusVelo GAZ                | Gazprom-RusVelo GAZ       | Gazprom-RusVelo GAZ |
| ---------------------------------- | ------------------------- | ------------------- |
| Num                                | Coureur                   | Pos                 |
| 31                                 | Igor Boev (RUS)           | 52e                 |
| 32                                 | Roman Kustadinchev (RUS)  | AB                  |
| 33                                 | Viktor Manakov (RUS)      | AB                  |
| 34                                 | Roman Maikin (RUS)        | 22e                 |
| 35                                 | Ivan Savitskiy (RUS)      | 111e                |
| 36                                 | Evgeny Shalunov (RUS)     | AB                  |
| 37                                 | Andrey Solomennikov (RUS) | 94e                 |
| 38                                 | Mamyr Stash (RUS)         | 34e                 |
| Directeur sportif : Sergueï Ivanov |                           |                     |

| ONE                             | ONE                      | ONE  |
| ------------------------------- | ------------------------ | ---- |
| Num                             | Coureur                  | Pos  |
| 41                              | Yanto Barker (GBR)       | 73e  |
| 42                              | Tom Baylis (GBR)         | AB   |
| 43                              | Sebastian Lander (DEN)   | AB   |
| 44                              | Karol Domagalski (POL)   | 88e  |
| 45                              | Martin Mortensen (DEN)   | 70e  |
| 46                              | Chris Opie (GBR)         | 21e  |
| 47                              | Peter Williams (GBR)     | 110e |
| 48                              | Marcin Białobłocki (POL) | 41e  |
| Directeur sportif : Philip West |                          |      |

| Roompot-Oranje Peloton ROP        | Roompot-Oranje Peloton ROP | Roompot-Oranje Peloton ROP |
| --------------------------------- | -------------------------- | -------------------------- |
| Num                               | Coureur                    | Pos                        |
| 51                                | Jesper Asselman (NED)      | 1er                        |
| 52                                | Berden de Vries (NED)      | 16e                        |
| 53                                | Michel Kreder (NED)        | 14e                        |
| 54                                | Raymond Kreder (NED)       | 4e                         |
| 55                                | Wesley Kreder (NED)        | 71e                        |
| 56                                | Barry Markus (NED)         | AB                         |
| 57                                | Maurits Lammertink (NED)   | 123e                       |
| 58                                | Sjoerd van Ginneken (NED)  | 18e                        |
| Directeur sportif : Erik Breukink |                            |                            |

| Novo Nordisk TNN                      | Novo Nordisk TNN         | Novo Nordisk TNN |
| ------------------------------------- | ------------------------ | ---------------- |
| Num                                   | Coureur                  | Pos              |
| 61                                    | Ruud Cremers (NED)       | AB               |
| 62                                    | Gerd de Keijzer (NED)    | AB               |
| 63                                    | Stephen Clancy (IRL)     | AB               |
| 64                                    | Brian Kamstra (NED)      | AB               |
| 65                                    | James Glasspool (AUS)    | AB               |
| 66                                    | Kevin De Mesmaeker (BEL) | 116e             |
| 67                                    | Charles Planet (FRA)     | 43e              |
| 68                                    | Martijn Verschoor (NED)  | 103e             |
| Directeur sportif : Vassili Davidenko |                          |                  |

| Roth ROT                        | Roth ROT                 | Roth ROT |
| ------------------------------- | ------------------------ | -------- |
| Num                             | Coureur                  | Pos      |
| 71                              | Lucas Gaday (ARG)        | 109e     |
| 72                              | Grischa Janorschke (GER) | AB       |
| 73                              | Rino Zampilli (ITA)      | 83e      |
| 74                              | Matthias Krizek (AUT)    | 44e      |
| 75                              | Alberto Cecchin (ITA)    | 124e     |
| 76                              | Marco D'Urbano (ITA)     | AB       |
| 77                              | Martin Kohler (SUI)      | AB       |
| 78                              | Giacomo Tomio (ITA)      | 61e      |
| Directeur sportif : Uwe Peschel |                          |          |

| Wanty-Groupe Gobert WGG            | Wanty-Groupe Gobert WGG | Wanty-Groupe Gobert WGG |
| ---------------------------------- | ----------------------- | ----------------------- |
| Num                                | Coureur                 | Pos                     |
| 81                                 | Dimitri Claeys (BEL)    | 85e                     |
| 82                                 | Kenny Dehaes (BEL)      | 7e                      |
| 83                                 | Antoine Demoitié (BEL)  | 84e                     |
| 84                                 | Tom Devriendt (BEL)     | 96e                     |
| 85                                 | Danilo Napolitano (ITA) | 86e                     |
| 86                                 | Mark McNally (GBR)      | 2e                      |
| 87                                 | Lander Seynaeve (BEL)   | 97e                     |
| 88                                 | Robin Stenuit (BEL)     | 87e                     |
| Directeur sportif : Steven De Neef |                         |                         |

| An Post-ChainReaction SKT         | An Post-ChainReaction SKT | An Post-ChainReaction SKT |
| --------------------------------- | ------------------------- | ------------------------- |
| Num                               | Coureur                   | Pos                       |
| 91                                | Jasper Bovenhuis (NED)    | 74e                       |
| 92                                | David Montgomery (IRL)    | 114e                      |
| 93                                | Connor McConvey (IRL)     | 76e                       |
| 94                                | Jacob Scott (GBR)         | 80e                       |
| 95                                | Nicolas Vereecken (BEL)   | 24e                       |
| 96                                | Emiel Wastyn (BEL)        | 25e                       |
| 97                                | Calvin Watson (AUS)       | 89e                       |
| 98                                | Jack Wilson (IRL)         | 106e                      |
| Directeur sportif : Kurt Bogaerts |                           |                           |

| Baby-Dump BBD                    | Baby-Dump BBD           | Baby-Dump BBD |
| -------------------------------- | ----------------------- | ------------- |
| Num                              | Coureur                 | Pos           |
| 101                              | Bart Dielissen (NED)    | AB            |
| 102                              | Tom Vermeer (NED)       | 122e          |
| 103                              | René Hooghiemster (NED) | AB            |
| 104                              | Koos Jeroen Kers (NED)  | AB            |
| 105                              | Rick Ottema (NED)       | 20e           |
| 106                              | Harry Sweering (NED)    | AB            |
| 107                              | Justin Timmermans (NED) | AB            |
| 108                              | Rick van Breda (NED)    | 115e          |
| Directeur sportif : Bernt Hamers |                         |               |

| Crelan-Vastgoedservice CRV       | Crelan-Vastgoedservice CRV | Crelan-Vastgoedservice CRV |
| -------------------------------- | -------------------------- | -------------------------- |
| Num                              | Coureur                    | Pos                        |
| 111                              | David Boucher (FRA)        | 56e                        |
| 112                              | Gerry Druyts (BEL)         | 5e                         |
| 113                              | Alexander Geuens (BEL)     | 130e                       |
| 114                              | Pieter Jacobs (BEL)        | 33e                        |
| 115                              | Timothy Stevens (BEL)      | 50e                        |
| 116                              | Fréderique Robert (BEL)    | 35e                        |
| 117                              | Rob Ruijgh (NED)           | 45e                        |
| 118                              | Jordi Van Dingenen (BEL)   | AB                         |
| Directeur sportif : Roger Loysch |                            |                            |

| Jo Piels CJP                     | Jo Piels CJP          | Jo Piels CJP |
| -------------------------------- | --------------------- | ------------ |
| Num                              | Coureur               | Pos          |
| 121                              | Gert-Jan Bosman (NED) | 81e          |
| 122                              | Twan Brusselman (NED) | 28e          |
| 123                              | Stefan Poutsma (NED)  | 99e          |
| 124                              | Elmar Reinders (NED)  | 8e           |
| 125                              | Stephan Bakker (NED)  | 30e          |
| 126                              |                       |              |
| 127                              | Jeff Vermeulen (NED)  | 79e          |
| 128                              | Gijs Verdick (NED)    | 65e          |
| Directeur sportif : Han Vaanhold |                       |              |

| Join-S-De Rijke RIJ                  | Join-S-De Rijke RIJ      | Join-S-De Rijke RIJ |
| ------------------------------------ | ------------------------ | ------------------- |
| Num                                  | Coureur                  | Pos                 |
| 131                                  | Jetse Bol (NED)          | 13e                 |
| 132                                  | Luuc Bugter (NED)        | 39e                 |
| 133                                  | Robbert de Greef (NED)   | 51e                 |
| 134                                  | Kobus Hereijgers (NED)   | 17e                 |
| 135                                  | Wouter Mol (NED)         | 12e                 |
| 136                                  | Taco van der Hoorn (NED) | 67e                 |
| 137                                  | Daan Meijers (NED)       | 90e                 |
| 138                                  | Coen Vermeltfoort (NED)  | 27e                 |
| Directeur sportif : Bennie Lambregts |                          |                     |

| Leopard LPC                     | Leopard LPC              | Leopard LPC |
| ------------------------------- | ------------------------ | ----------- |
| Num                             | Coureur                  | Pos         |
| 141                             | Jan Brockhoff (GER)      | 29e         |
| 142                             | Laurent Vanden Bak (BEL) | AB          |
| 143                             | Alexander Krieger (GER)  | 36e         |
| 144                             | Massimo Morabito (LUX)   | AB          |
| 145                             | Aksel Nõmmela (EST)      | 9e          |
| 146                             | Pit Schlechter (LUX)     | AB          |
| 147                             | Fábio Silvestre (POR)    | 119e        |
| 148                             | Tom Wirtgen (LUX)        | AB          |
| Directeur sportif : Jörg Werner |                          |             |

| Metec-TKH-Mantel MET                     | Metec-TKH-Mantel MET    | Metec-TKH-Mantel MET |
| ---------------------------------------- | ----------------------- | -------------------- |
| Num                                      | Coureur                 | Pos                  |
| 151                                      | Johim Ariesen (NED)     | 54e                  |
| 152                                      | Tijmen Eising (NED)     | 127e                 |
| 153                                      | Jarno Gmelich (NED)     | 128e                 |
| 154                                      | Niels Goeree (NED)      | AB                   |
| 155                                      | Jasper Hamelink (NED)   | 129e                 |
| 156                                      | Stef Krul (NED)         | 125e                 |
| 157                                      | Arno van der Zwet (NED) | AB                   |
| 158                                      | Oscar Riesebeek (NED)   | 75e                  |
| Directeur sportif : Adri van Houwelingen |                         |                      |

| NFTO NPC                       | NFTO NPC                     | NFTO NPC |
| ------------------------------ | ---------------------------- | -------- |
| Num                            | Coureur                      | Pos      |
| 161                            | Dale Appleby (GBR)           | 59e      |
| 162                            | Ian Bibby (GBR)              | AB       |
| 163                            | Edmund Bradbury (GBR)        | AB       |
| 164                            | Joshua Edmondson (GBR)       | AB       |
| 165                            | Rhys Lloyd (GBR)             | AB       |
| 166                            | James Lowsley-Williams (GBR) | AB       |
| 167                            | Jonathan McEvoy (GBR)        | AB       |
| 168                            | Robert Partridge (GBR)       | AB       |
| Directeur sportif : Sid Barras |                              |          |

| Parkhotel Valkenburg PVC      | Parkhotel Valkenburg PVC | Parkhotel Valkenburg PVC |
| ----------------------------- | ------------------------ | ------------------------ |
| Num                           | Coureur                  | Pos                      |
| 171                           | Dennis Bakker (NED)      | 82e                      |
| 172                           | Joris Blokker (NED)      | 100e                     |
| 173                           | Massimo Graziato (ITA)   | 64e                      |
| 174                           | Bram Nolten (NED)        | 78e                      |
| 175                           | Jasper Ockeloen (NED)    | 53e                      |
| 176                           | Remco te Brake (NED)     | 95e                      |
| 177                           | Sven van Luijk (NED)     | 101e                     |
| 178                           | Thijs Zonneveld (NED)    | 55e                      |
| Directeur sportif : Jos Mooij |                          |                          |

| Riwal Platform RIW                   | Riwal Platform RIW         | Riwal Platform RIW |
| ------------------------------------ | -------------------------- | ------------------ |
| Num                                  | Coureur                    | Pos                |
| 181                                  | Jonas Aaen Jørgensen (DEN) | 11e                |
| 182                                  | Nicolai Brøchner (DEN)     | 23e                |
| 183                                  | Patrick Clausen (DEN)      | AB                 |
| 184                                  | Kasper Linde (DEN)         | AB                 |
| 185                                  | Rasmus Mygind (DEN)        | 102e               |
| 186                                  | Troels Vinther (DEN)       | 72e                |
| 187                                  | Jonas Gregaard (DEN)       | AB                 |
| 188                                  | Morten Øllegård (DEN)      | 69e                |
| Directeur sportif : Michael Blaudzun |                            |                    |

| SEG Racing Academy SEG              | SEG Racing Academy SEG    | SEG Racing Academy SEG |
| ----------------------------------- | ------------------------- | ---------------------- |
| Num                                 | Coureur                   | Pos                    |
| 191                                 | Tim Ariesen (NED)         | 19e                    |
| 192                                 | Magnus Bak Klaris (DEN)   | AB                     |
| 193                                 |                           |                        |
| 194                                 | Fabio Jakobsen (NED)      | AB                     |
| 195                                 | Marten Kooistra (NED)     | AB                     |
| 196                                 | Zhi Hui Jiang (CHN)       | AB                     |
| 197                                 | Julius van den Berg (NED) | AB                     |
| 198                                 |                           |                        |
| Directeur sportif : Michiel Elijzen |                           |                        |

| Kuota-Lotto TKG                    | Kuota-Lotto TKG           | Kuota-Lotto TKG |
| ---------------------------------- | ------------------------- | --------------- |
| Num                                | Coureur                   | Pos             |
| 201                                | Julian Braun (GER)        | AB              |
| 202                                | Andre Benoit (GER)        | 121e            |
| 203                                | Raphael Freienstein (GER) | 46e             |
| 204                                | Christopher Hatz (GER)    | AB              |
| 205                                | Joshua Huppertz (GER)     | AB              |
| 206                                | Lukas Löer (GER)          | AB              |
| 207                                | Robert Retschke (GER)     | AB              |
| 208                                | Dario Rapps (GER)         | AB              |
| Directeur sportif : Detlef Kurzweg |                           |                 |

| 3M MMM                          | 3M MMM                   | 3M MMM |
| ------------------------------- | ------------------------ | ------ |
| Num                             | Coureur                  | Pos    |
| 211                             | Jaap de Man (NED)        | 92e    |
| 212                             | Christophe Sleurs (BEL)  | AB     |
| 213                             | Laurent Évrard (BEL)     | 66e    |
| 214                             | Piotr Havik (NED)        | 38e    |
| 215                             | Jimmy Janssens (BEL)     | 126e   |
| 216                             | Bob Schoonbroodt (NED)   | 40e    |
| 217                             | Emiel Vermeulen (BEL)    | 31e    |
| 218                             | Michael Vingerling (NED) | 120e   |
| Directeur sportif : Tim Lacroix |                          |        |

| Verandas Willems VWT               | Verandas Willems VWT     | Verandas Willems VWT |
| ---------------------------------- | ------------------------ | -------------------- |
| Num                                | Coureur                  | Pos                  |
| 221                                | Joeri Calleeuw (BEL)     | 26e                  |
| 222                                | Sander Cordeel (BEL)     | 47e                  |
| 223                                | Dries De Bondt (BEL)     | 10e                  |
| 224                                | Tim De Troyer (BEL)      | 77e                  |
| 225                                | Christophe Prémont (BEL) | 57e                  |
| 226                                | Timothy Dupont (BEL)     | AB                   |
| 227                                | Jan Ghyselinck (BEL)     | 60e                  |
| 228                                |                          |                      |
| Directeur sportif : Sammie Moreels |                          |                      |

| Wiggins WGN                    | Wiggins WGN            | Wiggins WGN |
| ------------------------------ | ---------------------- | ----------- |
| Num                            | Coureur                | Pos         |
| 231                            | Mark Christian (GBR)   | 62e         |
| 232                            | Samuel Harrison (GBR)  | AB          |
| 233                            | Liam Holohan (GBR)     | 93e         |
| 234                            | Jake Kelly (GBR)       | AB          |
| 235                            | James Knox (GBR)       | AB          |
| 236                            | Samuel Lowe (GBR)      | 105e        |
| 237                            | Daniel Pearson (GBR)   | 112e        |
| 238                            | Michael Thompson (GBR) | 113e        |
| Directeur sportif : Simon Cope |                        |             |